# Barraca A-08
La barraca A-08, és una barraca de vinya del municipi de Subirats (Alt Penedès), situada a la vinya del Sabater, al nord del barri de la Guàrdia de Sant Pau d'Ordal.
És una construcció aixecada en pedra seca, de planta circular i forma troncocònica, de 4, 20 x 3,80 m de diàmetre a la base i una alçada màxima de 3,80 m. La construcció és de la tipologia de sostre de falsa cúpula. El portal, de llinda simple, està orientat al sud-est, té una alçada de 150 cm i una amplada de 70 cm, amb una porta de fusta i els laterals esquerdejats amb ciment.
El codi utilitzat en la denominació d'aquesta barraca (lletra + número) procedeix d'un estudi realitzat per Araceli Soler i Jaume Rovira, que intenta sistematitzar la informació sobre aquests elements arquitectònics al terme de Subirats.